# Collinsia distincta
Collinsia distincta là một loài nhện trong họ Linyphiidae.
Loài này thuộc chi Collinsia. Collinsia distincta được Eugène Simon miêu tả năm 1884.